# Estigobionte

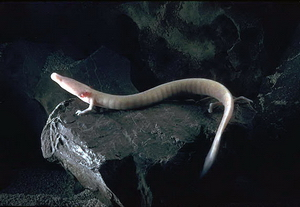
Um exemplar de uma espécie de Proteus estigobionte (P. anguinus).

Estigobionte (do grego: Στυξ "Styx", o mitológico rio subterrâneo do submundo; e βιος "bios", vida), ou em alternativa estigofauna, designa os organismos aquáticos que completam todo o seu ciclo de vida em cavernas, fendas das rochas ou nos interstícios de sedimentos, quando saturados em água, incluindo o interior de aquíferos, correntes de água e lagos subterrâneos e habitats semelhantes.
Os estigobiontes correspondem ao subconjunto dos organismos troglóbios (ou troglobiontes) que completam o seu ciclo de vida em meio aquático ou saturado em água.
Existem numerosas espécies estigobiontes entre os crustáceos, em particular na ordem dos anfípoda, principalmente nas famílias Hadziidae e Niphargidae.